# Sintura S99
Der Sintura S99 ist ein im Gran Turismo-Stil gehaltener Rennwagen, der von Phil Bourne entworfen und von Sintura Cars gebaut wurde. Er wurde nach den Vorschriften der GT1-Klasse entwickelt, wobei ein Chassis gebaut und sowohl in der Britischen GT-Meisterschaft 1999 als auch in der American Le Mans Series 1999 eingesetzt wurde.

## Geschichte
Unter der Leitung von Richard Austin, dem Besitzer von Evesham Micros, wurde der S99 als unabhängiger Nachfolger der Harrier LR9C-Plattform entwickelt, die von 1994 bis 1998 in der Britischen GT-Meisterschaft eingesetzt wurde. Unter der Anleitung des Hauptdesigners Phil Bourne dehnte der S99 die Grenzen der GT1-Vorschriften aus, indem er einen von der Formel 1 abgeleiteten Judd GV4 V10-Motor (Engine Developments) und ein Chassis aus Kohlefaser verwendete, das von Lola hergestellt wurde. Trotz der Homologationsanforderungen der GT1-Klasse, die die Produktion von mindestens einem straßenzulässigen Chassis vorschreiben, wurde das einzige S99-Renn-Chassis vom British Racing Drivers' Club zur Teilnahme an der Britischen GT-Meisterschaft 1999 zugelassen.
In den Händen der Fahrer Richard Dean und Kurt Luby erzielte der S99 bei jedem britischen GT-Rennen, das er beendete, einen Podestplatz, einschließlich eines Sieges in Silverstone. Um Kundenmannschaften für die folgende Saison zu gewinnen, übersprang das Team die letzte Runde der Britischen GT-Meisterschaft und trat stattdessen in der vorletzten Runde der American Le Mans Series 1999 in Laguna Seca an, wo es den neunten Gesamtrang erreichte.
Nachdem es nicht gelungen war, vor der Saison 2000 ein Kunden-Team zu gewinnen, zog Sintura den S99 aus dem Wettbewerb zurück. Das Unternehmen wurde 2002 liquidiert, und das einzige Chassis sowie alle Ersatzteile wurden an den Enthusiasten David Dicker in Neuseeland verkauft.

## Allgemeine Zahlen
- Siege: 1
- Zusätzliche Klassensiege: 0
- Zweite Plätze: 1
- Top-3-Platzierungen: 0
- Dritte Plätze: 2
- Rennen, die auf dem Podium beendet wurden: 4
- Bestes Ergebnis (Anzahl): 1. Platz (1×)
- Pole-Positionen: 2

## Fahrer und Strecken
- Häufigste Fahrer: Kurt Luby (8), Richard Dean (8)
- Häufigste Rennstrecken: Donington (2), Silverstone (2), Spa (1), Laguna Seca (1), Croft (1), Brands Hatch (1)
- Häufigste Länder: Großbritannien (6), USA (1), Belgien (1)

## Details zum Fahrzeug
| Eigenschaft                     | Details                                                                         |
| ------------------------------- | ------------------------------------------------------------------------------- |
| Baujahr                         | 1999                                                                            |
| Herstellungsland und Hersteller | Großbritannien                                                                  |
| Design-Direktor                 | Phil Bourne                                                                     |
| Chassis-Struktur                | Stahlrohr-Rahmen (Roller-Verbund-Chassis-Röhre)                                 |
| Vorder-/Hinterachse             | Doppelquerlenker, Stoßdämpfer, push-rod-gesteuerte Schraubenfeder, Stabilisator |
| Vorder-/Hinterradbremsen        | Scheibenbremse                                                                  |
| Motortyp                        | Judd GV4 4,0L DOHC V10 Sauger                                                   |
| Spitzenleistung                 | 710 PS                                                                          |
| Spitzendrehmoment               | 750 Nm                                                                          |
| Getriebeart                     | 6-Gang-Schaltgetriebe                                                           |
| Antriebsart                     | Hinterradantrieb (RWD)                                                          |
| Leergewicht                     | 900 kg                                                                          |

## Ergebnisse

### 1999
| Datum      | Rennen                  | Chassis            | Fahrer         | Team                               | Ergebnis |
| ---------- | ----------------------- | ------------------ | -------------- | ---------------------------------- | -------- |
| 13.06.1999 | 24 h Le Mans            | Sintura S99 (Lola) | Richard Austin | Sintura                            | DNS      |
| 20.06.1999 | British GT Brands Hatch | Sintura S99 (Lola) | Dean / Luby    | Sintura                            | DNF      |
| 11.07.1999 | British GT Silverstone  | Sintura S99 (Lola) | Dean / Luby    | Sintura Racing with Evesham Micros | 3. Platz |
| 07.08.1999 | British GT Donington I  | Sintura S99 (Lola) | Luby / Dean    | Sintura Racing With Evesham Micros | 3. Platz |
| 08.08.1999 | British GT Donington II | Sintura S99 (Lola) | Luby / Dean    | Sintura Racing With Evesham Micros | DNF      |
| 22.08.1999 | British GT Silverstone  | Sintura S99 (Lola) | Dean / Luby    | Sintura Racing With Evesham Micros | 1. Platz |
| 05.09.1999 | British GT Croft        | Sintura S99 (Lola) | Dean / Luby    | Sintura Racing With Evesham Micros | DNF      |
| 26.09.1999 | British GT Spa          | Sintura S99 (Lola) | Dean / Luby    | Sintura Racing                     | 2. Platz |
| 10.10.1999 | 2 h 45 min Laguna Seca  | Sintura S99 (Lola) | Dean / Luby    | Sintura Racing                     | 9. Platz |

### 2000
Das Team „Sintura“ war im Jahr 2000 bei den 24 Stunden Rennen von Le Mans zwar gemeldet nahm daran aber nicht teil.
| Datum      | Rennen       | Chassis            | Fahrer | Team    | Ergebnis |
| ---------- | ------------ | ------------------ | ------ | ------- | -------- |
| 18.06.2000 | 24 h Le Mans | Sintura S99 (Lola) | -      | Sintura | DNS      |

## Neuesten Entwicklungen (2024)
Im Jahr 2024 stellte Dicker's Unternehmen Rodin Cars den Rodin Sintura vor, ein zweites Chassis, das aus den ursprünglichen Ersatzkarosserieteilen des S99 gebaut wurde. Das neue Chassis wird von einem eigenen Rodin RC.TEN 4,0-Liter-V10-Motor und einem eigens entwickelten Getriebe angetrieben. Der Rodin Sintura liefert eine Leistung von 650 PS bei einem Gewicht von 900 kg. Da das Fahrzeug nicht den aktuellen FIA-Vorschriften entspricht, ist es ausschließlich für den Einsatz auf Rennstrecken oder bei Events gedacht, bei denen die technischen Anforderungen weniger streng sind. Das Auto feierte sein öffentliches Debüt beim Yokohama World Time Attack Challenge 2024 in der Pro-Klasse und belegte den zweiten Gesamtrang mit Fahrer Josh Buchan.